# 키오스크

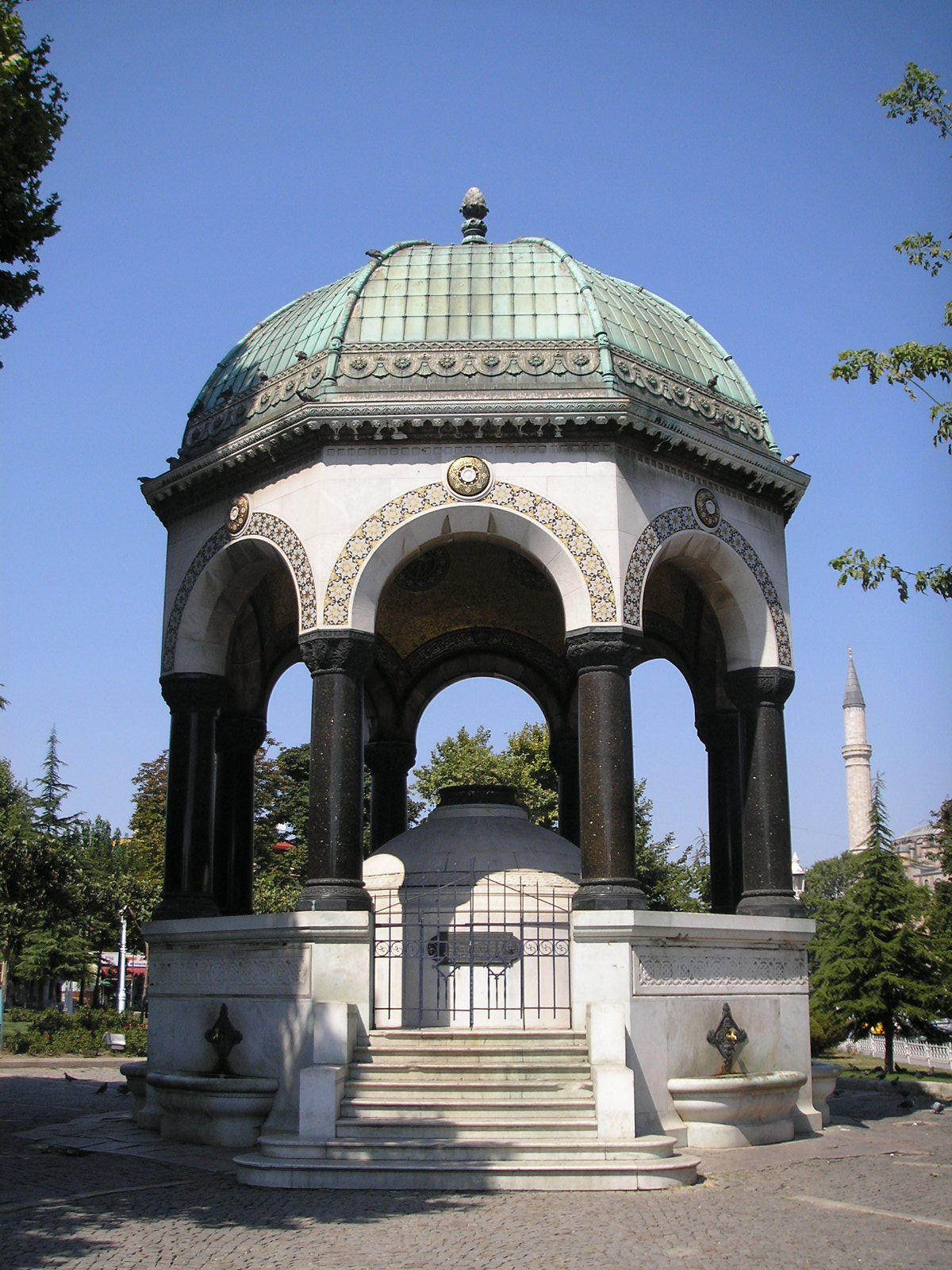
이스탄불 전차경기장에 자리한 알만 분수

키오스크(영어: kiosk, 페르시아어: kūshk, 튀르키예어: köşk에서 유래함)란 일부 면이나 전면이 개방된 작고 독립된 정원용 파빌리언을 말한다. 이 말은 본래 페르시아어에서 궁궐을 뜻하는 말이었다. 이 말이 튀르키예어로 들어가면서 정원 등에 설치하는 작은 개방형 건물을 뜻하는 것으로 바뀌었다. 키오스크는 13세기 이후부터 페르시아, 인도 아대륙, 오스만 제국에서 흔했다. 현재 이스탄불의 톱카프 궁전 안과 주변에는 수많은 키오스크가 있으며, 발칸반도 국가에서는 지금까지도 비교적 흔한 풍경이다. 
키오스크는 유럽에 들어가서 한쪽에 창문이 열린 개방형 건물을 뜻하는 말로 바뀌었다. 그러다 근대 이후, 거리에 설치된 가판점이라는 의미로 바뀌었고, 최근엔 식당 등에서 주문을 받고 음식이나 음료, 물품이나 서비스를 제공하는 독립된 단말기를 가리키는 말로도 사용된다.  이를 인터랙티브 키오스크로 부른다.

## 작은 가게

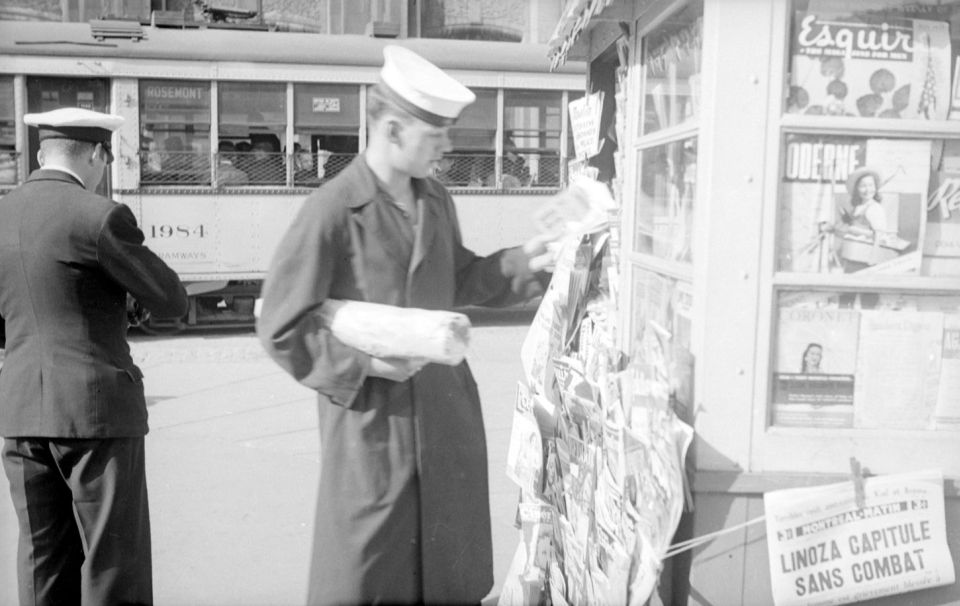
1943년 몬트리올 로즈몽의 신문 가판대

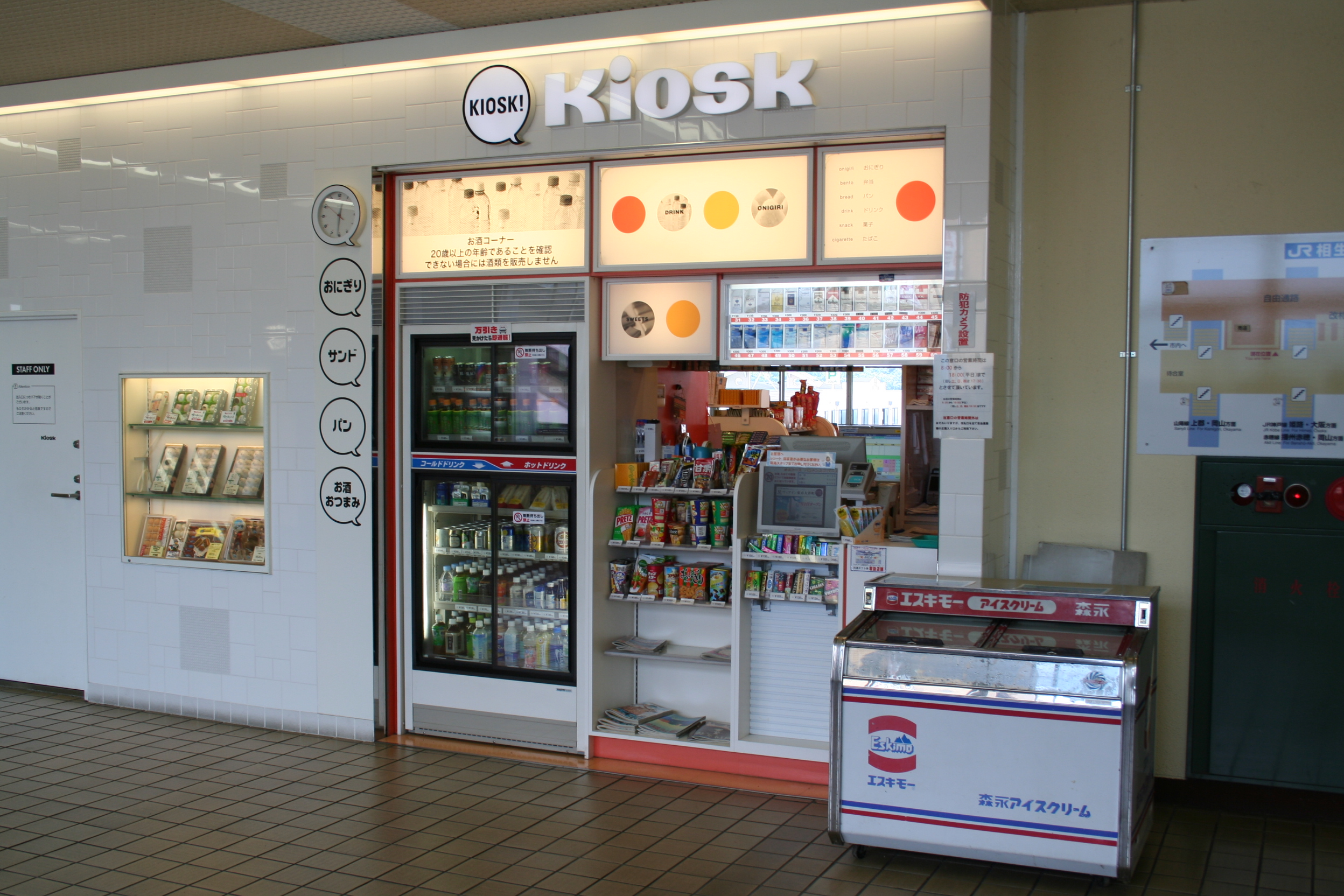
일본 효고현의 한 철도역에 자리한 자동가판대.

서양권과 영어권 국가에서 키오스크는 한쪽에 창문이 열린 점포를 말하기도 한다. 신문, 잡지, 라이터, 거리 지도, 담배, 사탕처럼 작고 저렴한 소모품을 파는 키오스크(점포 참고)로 영업하는 노점상인들도 몇몇 있다.
정보 안내 키오스크 (또는 안내소, 안내 부스)는 지도, 팜플렛과 그 외 다른 전단지류에 담은 무료 정보와 안내인을 통한 조언, 아니면 둘 중 하나를 제공한다.

## 같이 보기
- 인터랙티브 키오스크

### 무인관제 키오스크
최근 들어 AI 기술과 결합된 무인관제 키오스크가 등장하면서, 특정 산업에서의 활용도가 크게 증가하고 있다. 무인관제 키오스크는 고객의 요청을 실시간으로 처리하며, 주로 모텔, 호텔, 고속도로 휴게소 등에서 셀프 체크인/체크아웃, 주문, 결제 등의 서비스를 자동으로 제공한다. 이를 통해 숙박 시설 운영자는 인건비를 절감하고, 고객은 더욱 신속한 서비스를 받을 수 있다.

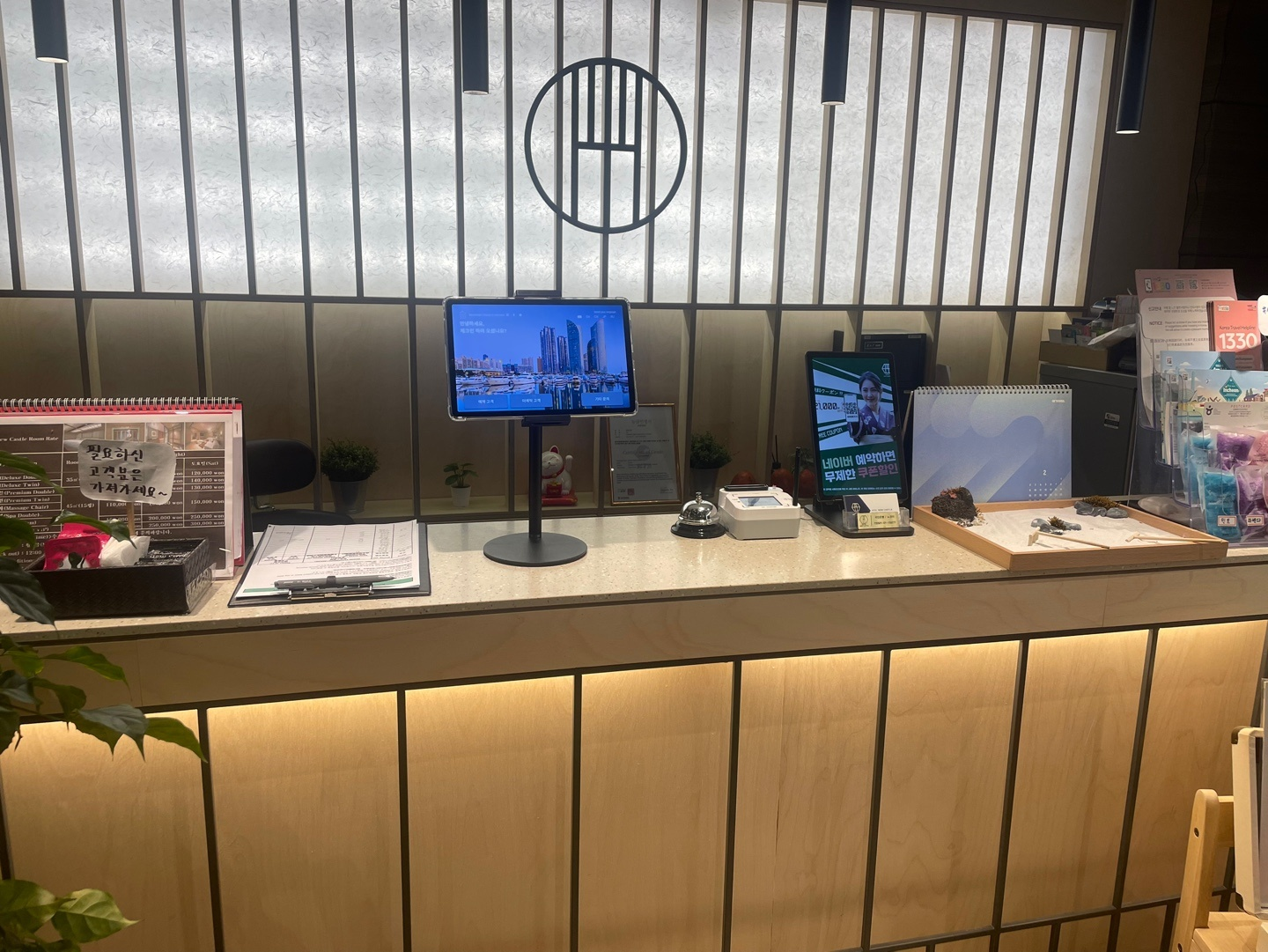
모텔무인관제 참고 이미지